# Pavol Senáši
Pavol Senáši (* 10. září 1941) je bývalý slovenský fotbalový útočník.

## Hráčská kariéra
V československé lize odehrál za Slovan Teplice jedno celé utkání, aniž by skóroval. Ve II. lize hrál za TJ Nové Zámky a Teplice. Z Nových Zámků přestoupil po skončení podzimu 1962.

### Ligová bilance
| Ročník           | Zápasy | Góly | Minuty | Klub              |
| ---------------- | ------ | ---- | ------ | ----------------- |
| II. liga 1962/63 | 13     | 8    | –      | TJ Slovan Teplice |
| II. liga 1963/64 | 26     | 4    | –      | TJ Slovan Teplice |
| I. liga 1964/65  | 1      | 0    | 90     | TJ Slovan Teplice |
| CELKEM I. LIGA   | 1      | 0    | 90     |                   |